# 易语言
易语言是一门计算机程序设计语言，早期称为E语言，也通常代指与之对应的集成开发环境，其最大特点是以汉字为程序代码编程，具有易用性。语法风格类似于Visual Basic。易语言的创始人是吴涛，他曾表示，创造易语言的初衷是进行用中文来编写程序的实践。易语言最早的版本的发布可追溯至2000年9月16日。目前已有易语言、易语言.飞扬和易乐谷三种版本，都有专用的集成开发环境。后两个版本已长期未更新。
易语言集成开发环境目前仅提供 Windows 版，可分别创建 Windows 及 Linux 下的应用程序，但无法支持 Linux 图形用户界面 。易语言.飞扬虽然对 Linux 下的图形用户界面开发提供了部分支持，但仍然不能很好地运行。易语言代码只能在官方的集成开发环境中编写，所以下述的易语言特征包括有易语言集成开发环境的特征。

## 优点
- 全中文，包括官方库、说明手册、社区环境、社区模块。内置首拼和全拼输入法，直接输入拼音后可通过自动补全匹配中文命令。
- 门槛低，命令统一规则起名，有即时补全，命令可直接模糊猜测。所有程序定义、变量常量的声明、系统 API 调用等，均采用表格填表的方式，无需记忆语法。流程控制命令线会显示流程辅助线提示执行跳到何处，明确提示程序执行顺序。官方库全面封装 API 并简化，命令参数都有解释，命令都有演示的可运行源码。
- 开发十分迅速，社区有丰富的以面向功能编程精神的模块。
- 提供本土化函数，如农历、汉语发音处理、汉字简繁处理、全半角字符处理，方便相关程序的编写。
- 编写时会自动转换成一固定的格式，任何程序源代码格式均统一。

- 可以二开插件，支持库。编译可以静态也可以普通编译。

## 缺点
- 写出的软件非常容易被误识别为恶意软件，最新版本作出了改进，但仍然常被识别为恶意软件。
- 代码不可由第三方编辑器进行编辑，只能通过官方开发环境进行编辑。
- 不原生支持 COM 组件的 IUnknown 接口，需经由其他方法调用。
- 程序外部数据结构无法识别。不支持将 dll 返回值、参数、取地址的子程序参数，视为一个自定义结构。只能是文本、整数、字节数组，解决方法是 api 操作内存解析。
- 不支持 x86_64 程序的编译。
- 没有异常处理功能。
- ide 调试仅拥有单步，watch 窗口，调试语句，断点。
- 官方库更新缓慢[3]，社区已知的一些崩溃等问题[4]。
- 易语言程序的执行方式类似于 VB6 的本机代码。除了逻辑、比较、算术等一系列基本操作外，其他操作，包括外部函数调用、内存操作等，都由系统支持库充当中介完成。因而执行效率比 C/C++ 等语言低。
- 正版调试免费，编译需收费，费用为 618 元/套。
- 非自由软件，与其他语言不同，编译器为私有。

## 功能支持性
- 支持类的继承和多态（继承不能同时继承，可以多层继承）；
- 支持取子程序指针和直接调用指针；
- 支持将多个指定的源码文件合并为一个文件载入，不支持保存为多文件；
- 不支持函数重载与运算符重载；
- 不支持类公开成员；
- 不支持指针操作；
- 使用插件后支持变量根据被赋值类型自动声明；
- 使用插件后支持预设的 api、常量、子程序被调用时自动插入到源码。